# Гутаковский, Людвик Шимон
 Людвик Шимон (Людвиг Симон) Гутаковский (пол. Ludwik Szymon Gutakowski, 28 октября 1738 — 1 декабря 1811) — государственный деятель Речи Посполитой, королевский камергер (1762), последний подкоморий великий литовский (1791—1795), канцлер Постоянного Совета, посол Четырёхлетнего сейма, председатель Совета министров и Сената Великого герцогства Варшавского, известный масон.

## Биография
Происходил из польского дворянского рода Гутаковских герба Гутаг. Родился в Кераголишках, в Трокском воеводстве. Сын подчашего витебского Бенедикта Гутаковского и Ефросиньи Вильгерд. Вначале Людвик Шимон Гутаковский учился в католической школе пиаров в городе Щучин, затем в варшавском университете. Продолжил своё образование в Париже.
В 1762 году Людвик Гутаковский получил в Дрездене должность камергера при дворе польского короля и саксонского курфюрста Августа ІІІ. В 1764 году поддержал избрание Станислава Понятовского на польский престол. В 1771 году ездил с дипломатическими миссиями в Лондон и Санкт-Петербург.
В 1778 году Людвик Шимон Гутаковский получил должность канцлера в Постоянном Совете, руководил департаментом полиции. В 1780 году был избран депутатом Трибунала Великого княжества Литовского. В 1780 году стал кавалером Ордена Святого Станислава.
В 1781 году стал членом гродненской масонской ложи, с 1786 года был наместником магистра масонской ложи на территории ВКЛ.
В 1788 году Людвик Гутаковский был избран послом от Оршанского повета на Четырёхлетний сейм. Был сторонником «королевской» партии, поддержал принятия новой конституции 3 мая 1791 года.
5 августа 1791 года получил должность подкомория великого литовского и был награждён орденом Белого Орла. Вошел в состав Эдукационной комиссии. В 1792 году после победы Тарговицкой конфедерации выехал из Варшавы.
В 1794 году Людвик Шимон Гутаковский вернулся в Варшаву, в самый разгар восстания под руководством генерал-лейтенанта Тадеуша Костюшки. Вначале критиковал Коллонтая и других лидеров восстания, затем поддержал повстанцев и в октябре вошел в состав Наивысшей Национальной Рады. Передал все свои денежные средства на поддержку повстанцам. Во время осады русской армией Варшавы опекал больных и раненых.
В 1795 году продал все свои земли в Великом княжестве Литовском и переселился в Польшу, где приобрел имения Гора и Новый Двор под Варшавой.
В 1806 году Людвик Шимон Гутаковский, как самый старший из депутатов четырёхлетнего сейма, участвовал в торжественной встрече французского императора Наполеона Бонапарта, вступившего в Варшаву. В 1807—1808 годах — председатель Правящего Совета (временного правительства), в 1807—1808 годах — председатель Совета Министров, в 1810—1811 годах — председатель сената Варшавского герцогства.
1 декабря 1811 года 73-летний польский политик Людвик Шимон Гутаковский скончался в Варшаве, был похоронен в костёле Трёх крестов.

## Семья

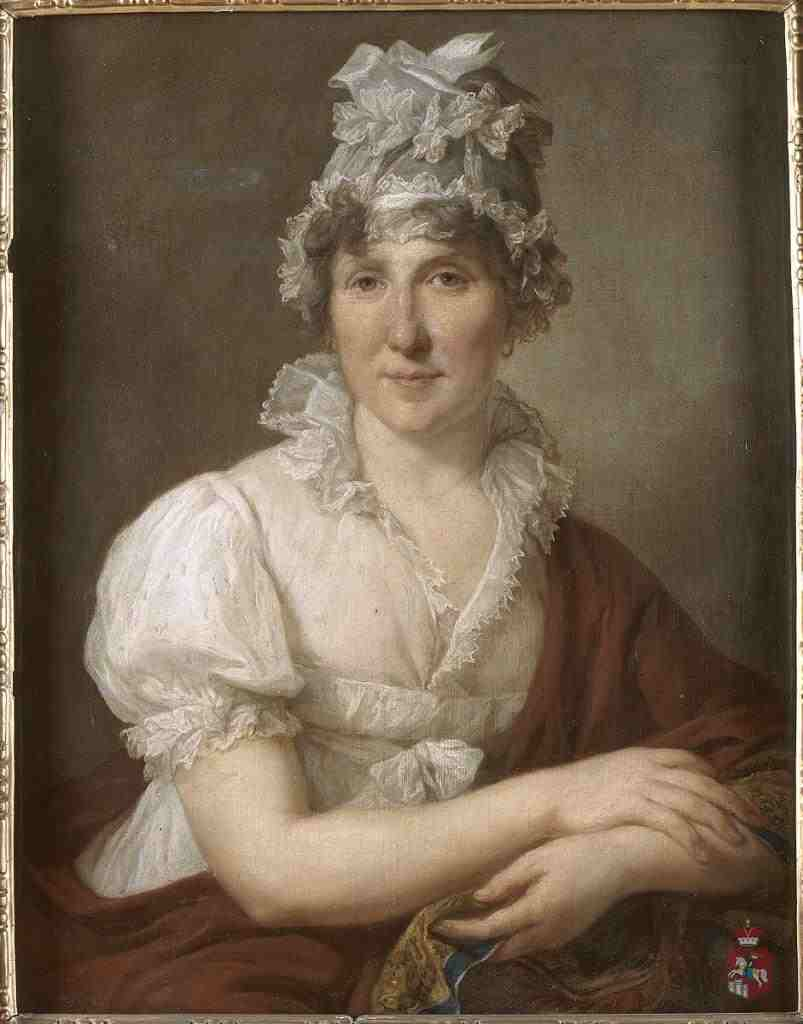
Марианна Гутаковская — вторая жена.

Людвик Шимон Гутаковский был дважды женат. В 1787 году женился на Терезе Соболевской (ум. 1790), старшей дочери каштеляна и воеводы варшавского Матвея Леона Соболевского (1724—1804) и Евы Шидловецкой. Дети:
- дочь Габриэль (ум. 1871), замужем за двоюродным братом Генрихом Казимиром Забелло.
- сын Вацлав (1790—1882), граф, офицер французской армии и адъютант российского императора Александра I Павловича; женат на Жозефине Грудзинской, сестре княгини Лович.

В 1799 году вторично женился на Марианне Соболевской (1766—1843), младшей сестре Терезы, вдове ловчего великого литовского Юзефа Забелло (1750—1794). С 13 мая 1830 года — статс-дама. Князь Вяземский относил Гутаковскую к числу тех полек, которые были для него привлекательны по своему уму, образованию и особенной женской сноровке.